# Barber Vintage Motorsports Museum
Il Barber Vintage Motorsports Museum è il maggiore museo a prevalente tema motociclistico degli Stati Uniti d'America e tra i più importanti al mondo.

## Storia
L'iniziativa e le risorse finanziarie per la fondazione del museo sono da attribuire al fondatore George Barber, proprietario di una grande azienda statunitense che produce e distribuisce gelati e latticini.
Appassionato di motorismo e discreto pilota negli anni sessanta, con all'attivo una sessantina di vittorie in gare automobilistiche per derivate di serie, un tempo assunto il timone dell'azienda di famiglia, Barber si dedicò con grande impegno alla gestione aziendale, ottenendo una significativa espansione della quota di mercato.
Sul finire degli anni ottanta, iniziò a collezionare motocicli e autovetture, con l'intento di creare un museo che avesse la particolarità di esporre solamente veicoli perfettamente funzionanti e utilizzabili in qualsiasi momento. Nei primi anni fu entusiasticamente assistito dai meccanici addetti alla manutenzione dei mezzi aziendali e, quando la collezione divenne sufficientemente vasta da costituire un gruppo di interesse pubblico, decise di destinare un grande immobile dismesso dall'azienda e adattarlo a museo.
Nel 1994 la collezione ottenne lo status giuridico di organizzazione senza fini di lucro e assunse la denominazione di Barber Vintage Motorsports Museum, giungendo all'inaugurazione dell'area museale, contenente 325 esemplari di motociclette, il 14 marzo 1995. L'immobile disponeva anche di una propria officina addetta al restauro e alla manutenzione delle motociclette utilizzate dal Barber Team per partecipare alle competizioni del campionato AHRMA (acronimo di American Historic Racing Motorcycle Association), molto seguite a livello nazionale.
L'attività sportiva portò una grande affluenza di pubblico nel museo che, anche in seguito al continuo affluire di nuove acquisizioni, rese necessaria la realizzazione di una nuova sede, i cui lavori iniziarono nel 2000.

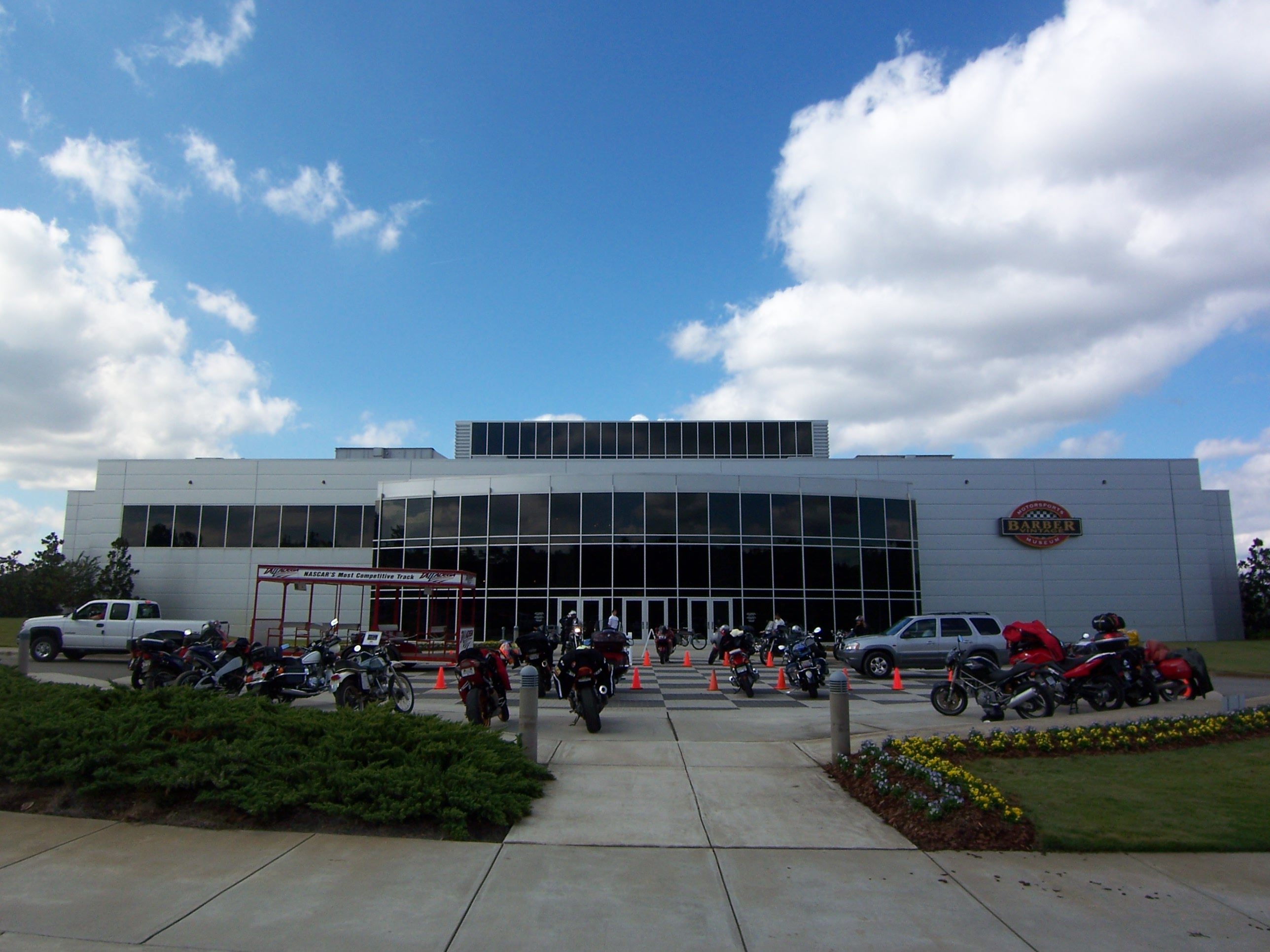
L'attuale sede del Barber Vintage Motorsports Museum

Il 1º novembre 2002 il "Barber" chiuse i battenti temporaneamente, per consentire il trasferimento della collezione e delle attrezzature nel nuovo complesso museale, anche dotato di un circuito annesso da utilizzare per competizioni e per la prova dei veicoli in manutenzione.

L'attuale sede del Barber Vintage Motorsports Museum, inaugurata il 19 settembre 2003 al termine delle operazioni di trasferimento, insiste in un grande edificio che si sviluppa su cinque livelli, collegati da un percorso pedonale a spirale, che comprendono una superficie espositiva permanente di circa 13000 m² e una suppletiva area per esposizioni estemporanee di ulteriori 7500 m².

## Esposizione
Il primo livello è occupato dall'officina di restauro e al secondo livello sono posizionate una cinquantina di autovetture, prevalentemente costituite da vetture da competizione Lotus, ma non mancano Porsche e Ferrari, tra cui la "156" di John Surtees.
I tre livelli superiori sono interamente dedicati ai veicoli a due ruote: sono esposti motocicli, scooter e ciclomotori, da competizione, prototipi o di normale produzione. In totale trovano posto, a rotazione, 600 esemplari dei circa 1 200 che compongono la collezione.

## Alcuni pezzi del museo

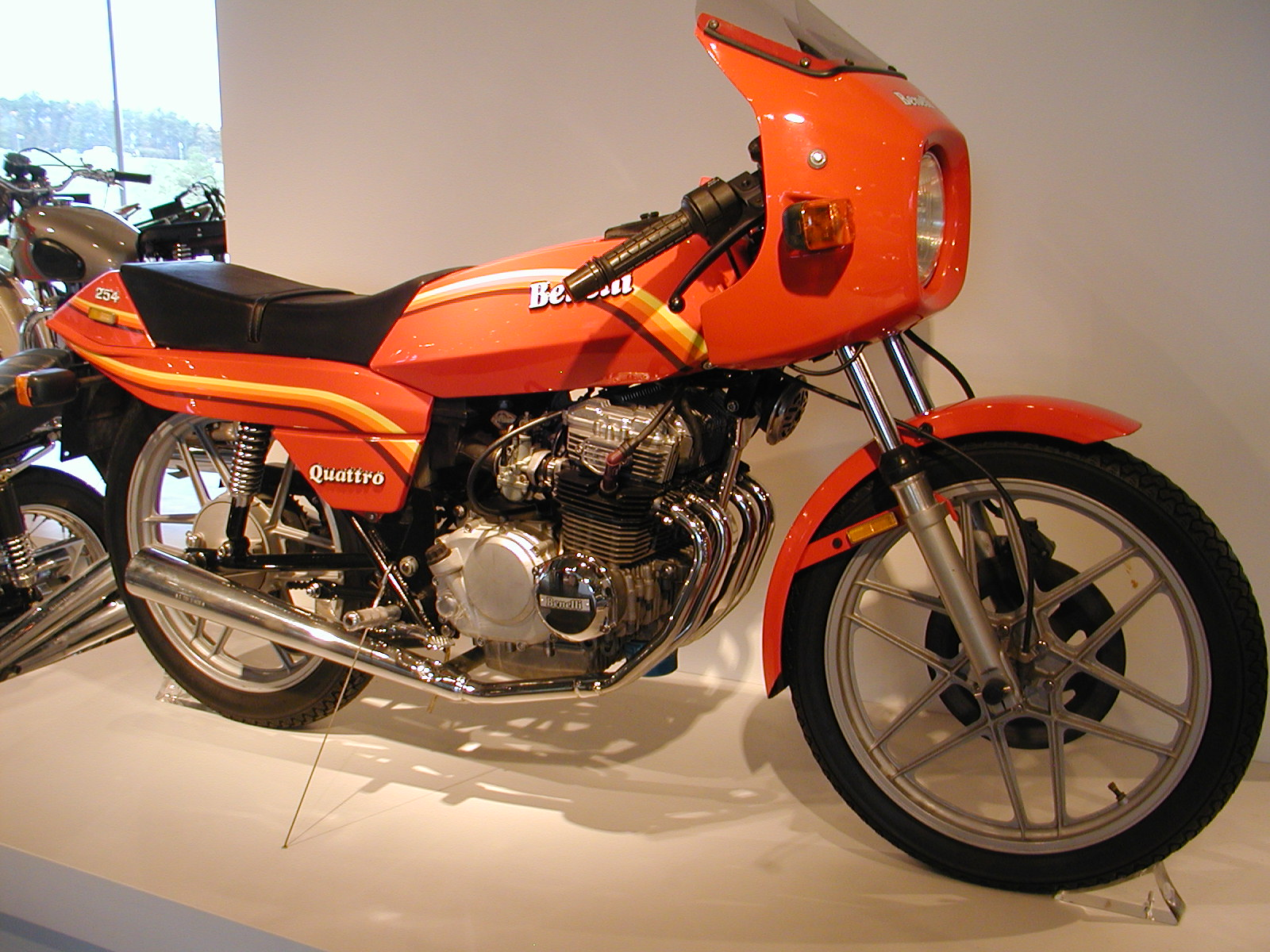
Benelli 254 del 1981
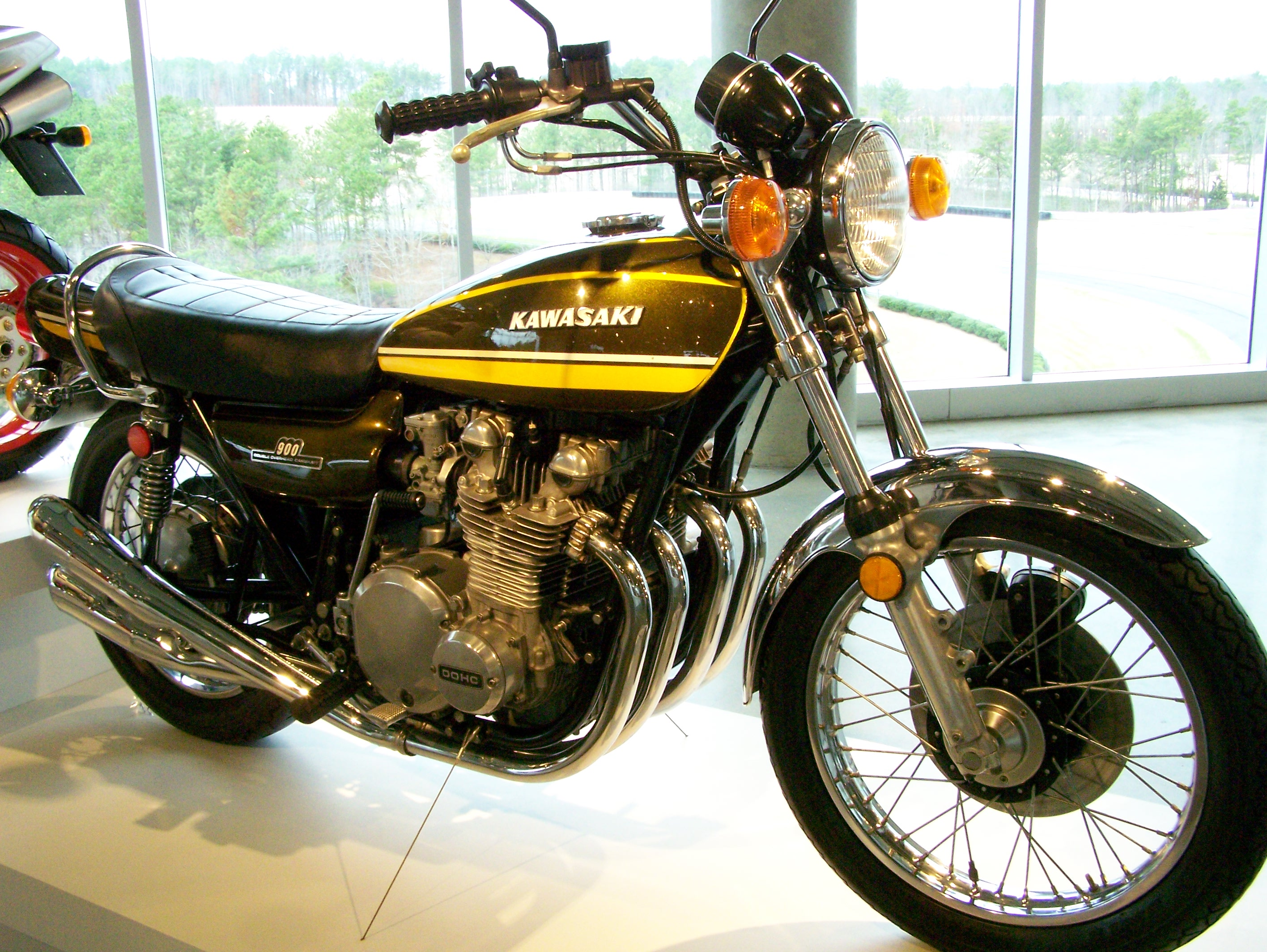
Kawasaki 900 Z1 del 1974
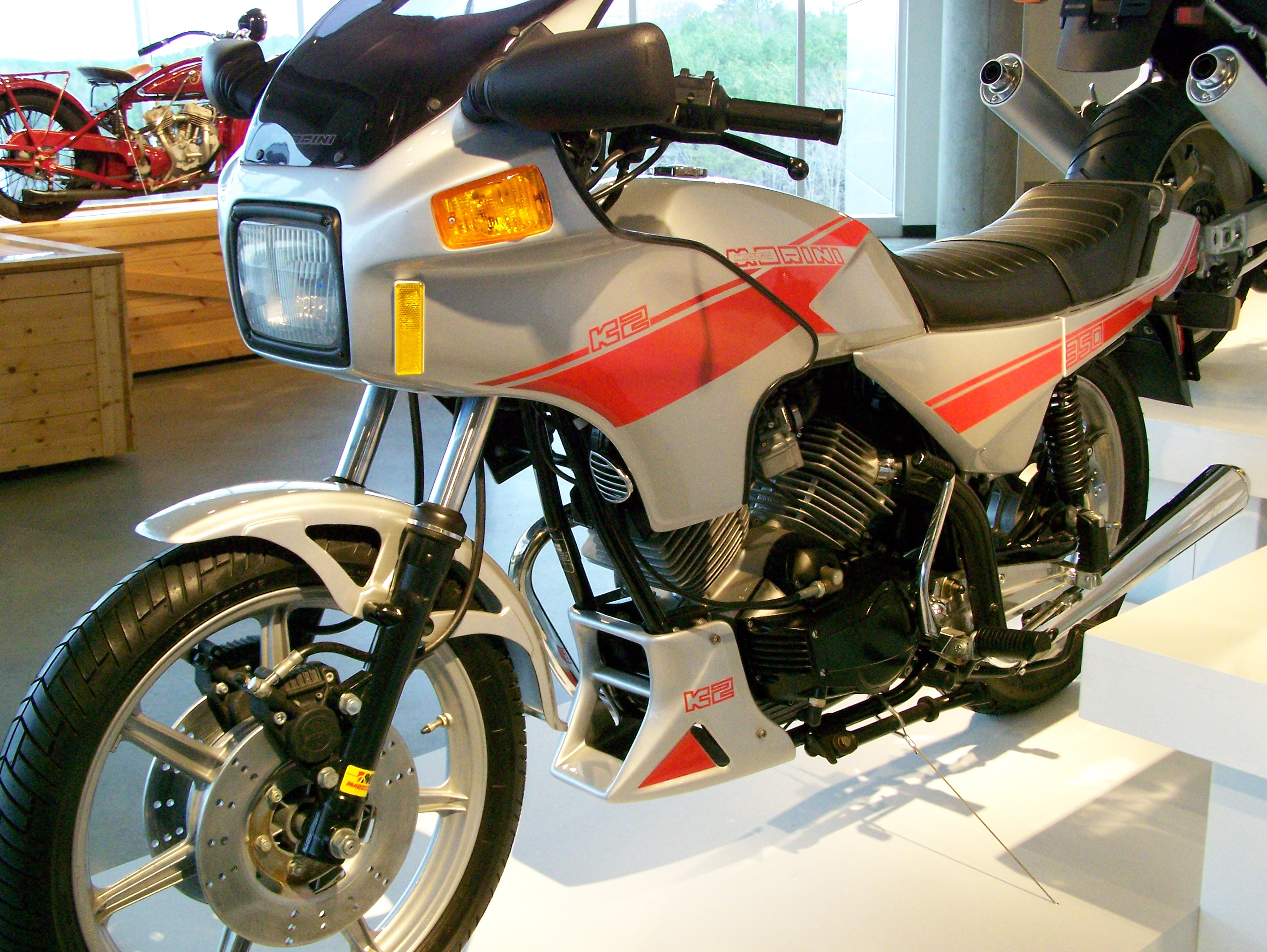
Moto Morini 350 K2 del 1983
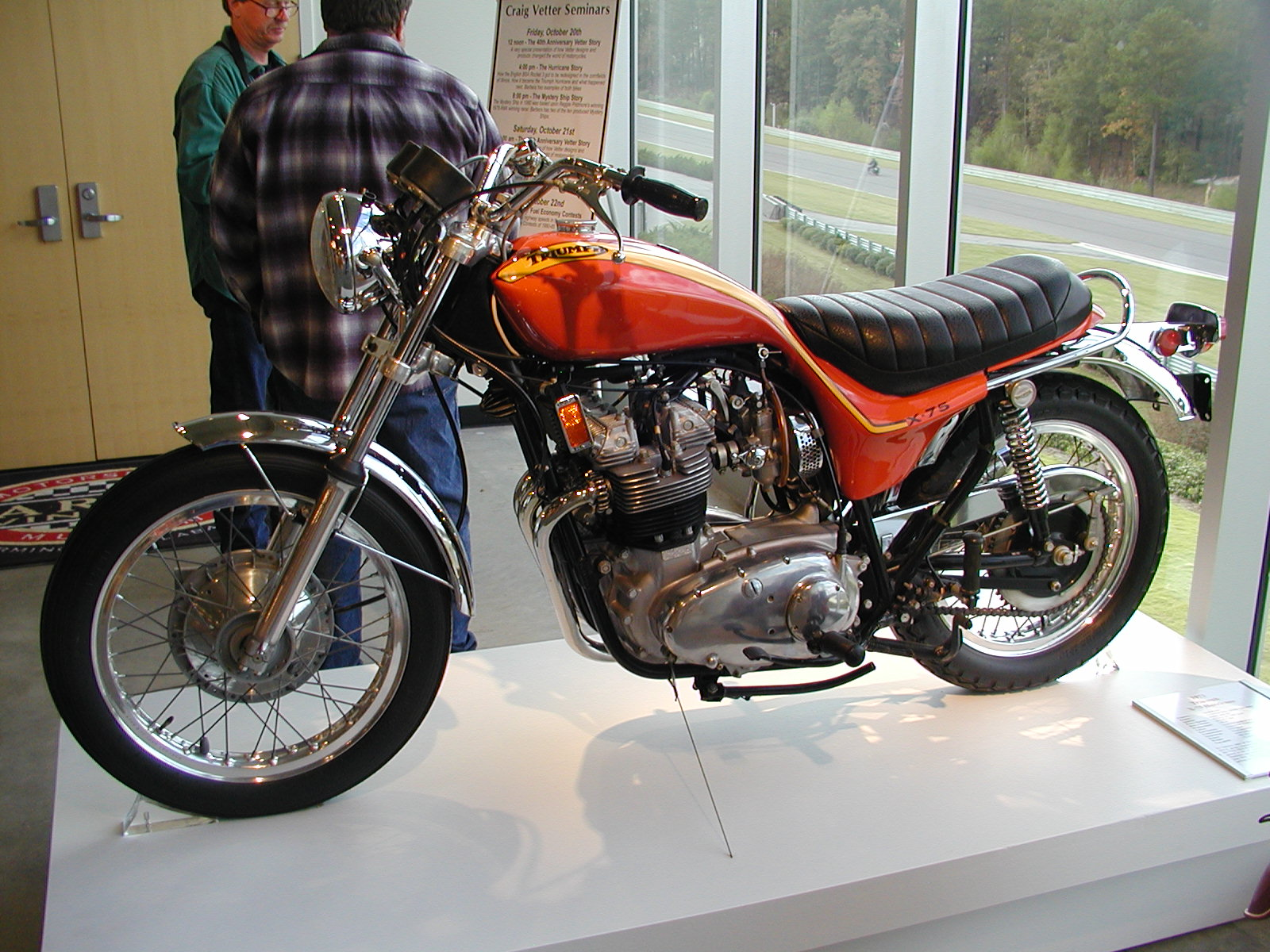
Triumph X-75 Hurricane del 1973